# Jan Tillinger ze Strádáně
Jan Tillingár ze Strádáně († 1651) byl úředník, správce kláštera v Plasích a měšťan v první polovině 17. století.
Poprvé je úředník plaského kláštera Jan Tillingár ze Strádáně připomenut k roku 1603. V roce 1610 koupili Jan Tillingár s manželkou Kateřinou za 70 kop grošů chalupu v Mladoticích a roku 1614 za 310 kop grošů selský dvůr tamtéž. Jistě tu nehospodařili osobně, ale prostřednictvím námezdních sil. "Jan Tylingar (Dilinger) ze Stradoně a v Mlatcích" (tj. v Mladoticích) v době stavovského povstání vykonal 1. října 1619 přísahu na konfederaci odbojných stavů, ale vyhradil si vše, co by bylo proti katolickému náboženství. Proto byl po porážce stavů na Bílé hoře konfiskační komisí 22. listopadu 1622 zproštěn viny. Možná mu také pomohla skutečnost, že zachránil plaského opata Jiřího Vašmucia a uschovával u sebe všechny kostelní ornáty a klášterní klenoty. Opat byl původně setníkem u dělostřelby a aktivně pomáhal bránit katolickou Plzeň před protestantskými vojsky pod vedením hraběte Petra Arnošta z Mansfeldu. Po dobytí Plzně 21. listopadu 1618 byl zajat, uvězněn a odsouzen k smrti. Klášter jej ale vykoupil za pomoci peněz, které mu půjčil právě Jan Tillingár. Šlo o deset tisíc kop grošů. Vysvobozený opat jmenoval svého zachránce správcem plaského klášterního panství. Tillingár musel tedy náležet mezi zámožnější obyvatele.
V roce 1620 se Jan Tillingár i jménem svých bratrů Pavla, Zikmunda a Tobiáše soudil s matkou Annou a otčímem Řehořem Schmidtem, bečvářem, o dům v Žatci pozůstalý po jejich otci. Pavel zemřel v Žatci roku 1630, Zikmund se přiženil do Rakovníka ke Kateřině, dceři Martina Fetra.
Jako hejtman plaského kláštera Tilingár užíval přízně svého dlužníka, opata Vašmucia, který mu v roce 1628 postoupil dva pusté selské statky v Mladoticích. Pozemky k nim náležející Tillingár spojil s pozemky, které už v této vsi dříve vlastnil, a vytvořil tak jeden dvůr, k němuž náleželo 84 strychů polí a kde choval 34 kusů dobytka a 200 ovcí. K tomu získal osvobození od robot a úroků, které ze selských pozemků plynuly. Téhož roku postoupil opat svému věřiteli také vrchnostenský dvůr zvaný Zámek nebo Starý zámek v nedalekých Kralovicích se svobodným šenkem piva (Kočka 1930, 63, 185). Tím patrně došlo k vyrovnání dluhu, neboť o něm již dále nejsou zmínky.
Jan Tillingár ze Strádáně zemřel roku 1651 někdy před 3. dubnem, kdy byl již po smrti, jeho manželka Kateřina pak roku 1653. Pohřbeni byli zřejmě v Žebnici, kam byly Mladotice přifařeny. Po smrti Jana a Kateřiny Tillingárových připadl nový dvůr v Mladoticích opět klášteru, který k němu připojil pozemky od dalších pustých gruntů a tak zde vznikl vrchnostenský dvůr.
Jejich syn Jan se v roce 1661 připomíná jako převor plaského kláštera a farář v kostele Nanebevzetí Panny Marie v Pláni. Dalším z jejich synů mohl být Kryštof "Tillyngr", který hospodařil v Mladoticích (patrně na starém rodovém dvoře) a je připomínán pouze jednou k roku 1672 jako účastník křtu v Kralovicích. Vedle toho se připomíná snad jeho manželka či sestra Anna Tillingárka, která byla v roce 1657 v Kralovicích při křtu dítěte rodičů ze sousední vsi Řemešína. Mezi kmotry ji nacházíme také roku 1664 přímo v Kralovicích společně s její kuchařkou Dorotou, kdy je též uvedeno, že je z Mladotic. Ve stejné úloze se pak "Anozka z Mlac" připomíná rovněž v roce 1666.